# Kanton Lannemezan
Kanton Lannemezan (francouzsky Canton de Lannemezan) je francouzský kanton v departementu Hautes-Pyrénées v regionu Midi-Pyrénées. Tvoří ho 26 obcí.

## Obce kantonu
- Artiguemy
- Benqué
- Bonnemazon
- Bourg-de-Bigorre
- Campistrous
- Capvern
- Castillon
- Chelle-Spou
- Clarens
- Esconnets
- Escots
- Espieilh
- Fréchendets
- Gourgue
- Lagrange
- Lannemezan
- Lutilhous
- Mauvezin
- Molère
- Péré
- Pinas
- Réjaumont
- Sarlabous
- Tajan
- Tilhouse
- Uglas